# Min bäste vän
Min bäste vän utkom den 14 juni 2006 och är ett coveralbum av den svenska popsångerskan Marie Fredriksson. Singeln Sommaräng kom den 17 maj 2006. Låtarna är hämtade från 1960- och 70-talens vistrubadurer, vissa av dem politiska.

## Låtlista
1. "Din bäste vän" - 4:07
2. "Sommaräng" - 3.22
3. "Om jag vore arbetslös" ("If I Were a Carpenter") - 3.31
4. "Guldgruva" - 2:53
5. "Ingen kommer undan politiken" (Complainte pour Ste. Cathrine) - 3.48
6. "Jag ger dig min morgon" (I Give You the Morning) - 5:06
7. "Aftonfalken" - 3.55
8. "Man måste veta vad man önskar sig" - 3:31
9. "Vem kan man lita på?" - 4:15
10. "Den öde stranden" - 3:18
11. "Här kommer natten" - 3:51

## Medverkande
- Mikael Bolyos - klaviatur, producent
- Jokke Pettersson - gitarr
- Ola Gustafsson - gitarr, bas
- Per Lindvall - trummor, slagverk
- Mats Ronander - munspel

## Listplaceringar
| Lista (2006) | Topplacering |
| ------------ | ------------ |
| Sverige      | 3            |